# Arnold von Lebus
Arnold (bl. 1191) war Bischof von Lebus.
Er war vorher Abt der Benediktinerabtei Mogilno in Großpolen gewesen. 1191 wird er als Bischof von Lebus bei der Weihe des Kollegiatstiftes in Sandomierz genannt. Weitere historische Informationen über ihn sind nicht erhalten.
Ein „Bischof Arnold von Lebus“ wird auch für 1093 und 1104 erwähnt, allerdings scheint es sich bei den Urkunden um spätere Fälschungen zu handeln.